# Ashikaga Yoshihisa
En aquest nom japonès, el cognom és Ashikaga.
Ashikaga Yoshihisa (足利 義尚, 11 de desembre del 1465 - 26 d'abril del 1489) va ser el novè shogun del shogunat Ashikaga i va governar entre el 1473 i el 1489 al Japó. Va ser el fill del vuitè shogun Ashikaga Yoshimasa.
El 1464 el seu pare, que tenia gairebé 30 anys i no tenia descendència, va adoptar als seu germà petit Ashikaga Yoshimi com a successor. No obstant això, el naixement de Yoshihisa va desencadenar una lluita fratricida que va acabar amb la Guerra Ōnin el 1467, que va durar onze anys, que va donar inici el període Sengoku, caracteritzada per les seves guerres. Al mig d'aquesta guerra Yoshimasa va abdicar el 1473, atorgant-li el títol de shogun a Yoshihisa.
Després de la Guerra Ōnin, Rokkaku Takayori, daimyo de la província de Omi es va apoderar de diverses terres que pertanyien als nobles de la Cort Imperial, igual amb temples i santuaris. El 1487 va dirigir una campanya contra Takayori però morir d'una malaltia el 1489 sense deixar cap descendent. Va ser succeït pel seu cosí Ashikaga Yoshitane.